# ポーランド・リトアニア共和国

ポーランド王国およびリトアニア大公国
Królestwo Polskie i Wielkie Księstwo Litewskie (ポーランド語)

国の標語: 
Si Deus Nobiscum quis contra nos（ラテン語）
神が我らと共にあるならば、誰が我らに逆らうか

Pro Fide, Lege et Rege（ラテン語）
信仰、法、そして国王のために（18世紀以降）国歌: Gaude Mater Polonia（ラテン語）
喜べ、母なるポーランドよ

1619年、ポーランド・リトアニア共和国の最大版図（緑色）
黄緑色の領域は附庸国

ポーランド王国およびリトアニア大公国（ポーランドおうこくおよびリトアニアたいこうこく、ポーランド語: Królestwo Polskie i Wielkie Księstwo Litewskie）、通称ポーランド・リトアニア共和国（ポーランド・リトアニアきょうわこく）は、ポーランド王とリトアニア大公の両方を兼ねた実質的に共通の君主によって統治された国、およびポーランドとリトアニアによる連邦である。16世紀から17世紀のヨーロッパで最も大きく、最も人口の多い国の1つであった。17世紀初頭の連邦の最大版図はほぼ100万平方キロメートルを占め、1618年の時点でのほぼ1200万人の多民族を維持した。ポーランド語とラテン語が共同公用語であった。
1569年7月のルブリン合同によって連邦が成立したが、1386年にポーランド女王ヤドヴィガ（ヘドヴィグ）とリトアニア大公ヨガイラの結婚により、ポーランド王国とリトアニア大公国は事実上の同君連合を結び、ポーランド王国のヴワディスワフ2世ヤギェウォが戴冠していた。1772年の第一次ポーランド分割と1793年の第二次ポーランド分割によって国家の規模は大きく縮小され、1795年の第三次ポーランド分割で連邦は消滅した。
連邦は、現代の国家の中でも独自の特徴を多く持っていた。その政治体制は、君主制の権力を厳しく抑制することを特徴としていた。この抑制は、貴族（シュラフタ）が管理する立法府（セイム）によって行われた。この特異な体制は、1791年の時点で民主主義、立憲君主制、連邦制という現代の概念の先駆けとなった。連邦の2つの構成国は形式的には平等であったが、ポーランドが連合における支配的な立場にあった。
ポーランド・リトアニア連邦は、民族の多様性が高く、1573年のワルシャワ連盟協約によって保証された比較的宗教的な寛容さが特徴であったが、宗教の自由の程度は時代によって異なっていた。1791年の憲法では、ワルシャワ盟約とは異なりカトリックを「支配宗教」と認めたものの、宗教の自由は憲法で認められた。
数十年にわたる繁栄の後、政治・軍事・経済の長期的な衰退期に入り、その弱体化は18世紀後半に近隣諸国（オーストリア、プロイセン、ロシア）に分割されるに至った。その崩壊の直前に、連邦は大規模な改革努力を採用し、5月3日憲法を制定した。これは近代ヨーロッパ史上初の成文憲法であり、近代世界史ではアメリカ合衆国憲法に次いで2番目であった。

## 呼称
18世紀後半には対外的な国称として最も静穏なるポーランド共和国、国内ではジェチュポスポリタ（ポーランド語: Rzeczpospolita、共和国）と呼ばれた。また、二民族の共和国という呼称もあるが、1967年のパヴェウ・ヤシェニツァによる造語である。歴史学では「貴族の共和国（Rzeczpospolita szlachecka）」や「第一共和国（I Rzeczpospolita）」という用語も用いられる。国号に「共和国」が含まれるが、現代的な「君主を戴かない国家」という意味の「共和国」とは異なる。

## 政治形態
この連合国家の政治体制は、法と貴族階級（シュラフタ）によって支配される立法府（セイム）が王権を著しく制限するという特異な性質を備えていたため、しばしば貴族共和国ないし黄金の自由とも呼ばれる（以下、国称を共和国と略称）。この政治システムは、現代的な概念を当てはめれば民主制、立憲君主制、連邦制の先駆的存在と言える。二つの構成国は公的には平等な関係にあったが、実際にはポーランドがリトアニアの支配国であった。しかし、これについてはポーランド民族がリトアニア民族を支配したというような現代的な民族主義の解釈をするべきではなく、多民族のポーランド王国の立法・行政・司法の決定事項が同じく多民族のリトアニア共和国のそれらに対して優位であり、万が一両者の決定が対立した時にはポーランド王国の決定が優先された、という制度的な意味である。ポーランド国王がリトアニア大公を兼位しており、共和国は両国を中心にコモンウェルスの体制を形成していた。共和国の人口構成は民族的、宗教的な多様性がきわめて顕著であり、時期によって程度の差はあるものの、同時代にあって異例といえる宗教的寛容が実現していた。
黄金期であった初期の数十年間を過ぎると、共和国は17世紀中葉以後は政治的、軍事的、経済的な衰退を続け、1795年には強大化した近隣の絶対主義国家ロシア、プロイセン、オーストリアによる領土分割によって国家自体が消滅するに至った。その消滅までの期間は急速なものだったにもかかわらず、末期の共和国は政治的な大改革を成し遂げ、1791年には世界で最も古い民主主義成文憲法の一つである「5月3日憲法」を生みだすこととなった。

## 地理

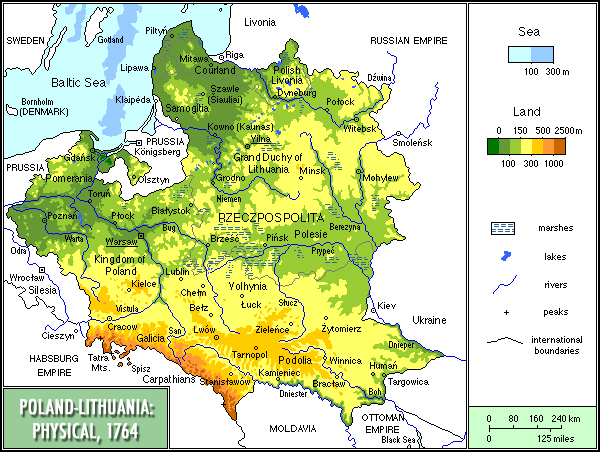
共和国の地勢図（1764年）

16世紀、ポーランドの司教で地図学者だったマルチン・クロメルは、ラテン語の地図帳『ポーランド：その地理、民族、文化およびポーランド共和国の官職』を出版したが、これは当時の最も分かりやすい共和国の案内書だと言われていた。クロメルの著作とゲラルドゥス・メルカトルが製作した同時代の地図は、共和国の国土の大部分を平野として描いている。
共和国南部のクレスィは、ステップ地帯として有名であった。タトラ山脈をその最高部とするカルパチア山脈は南部国境を形成し、バルト海が北部の自然国境となっていた。当時の大部分のヨーロッパ諸国家と同じく、共和国は広大な森林地帯に覆われており、その傾向は東部において顕著だった。歴代国王の公的な狩猟場であったビャウォヴィエジャの森の今日に残留する部分は、無傷で残っているヨーロッパの原生林としては最後のものである。

## 人口
1569年、ルブリン合同後の人口は
総合人口 約700万人
- ポーランド人 - 450万人
- リトアニア人（リーヴ人） - 75万人
- ユダヤ人 - 70万人
- ルーシ人 - 20万人

1618年デウリノの和約後、共和国は領土拡大に伴い人口も増加した。
総合人口約1200万人:
- ポーランド人 - 450万人
- ウクライナ人(ルーシー人) - 350万人
- ベラルーシ人(ルーシー人) - 150万人
- リトアニア人 - 125万人
- プルーセン人 - 50万人
- ユダヤ人 - 50万人
- タタール人（リプカ・タタール人）- 10万人
- ロシア人 - 10万人

## 地方行政区画
ポーランド・リトアニア共和国は、大きく分けて2つの部分に分けられる：
- ポーランド王冠領（英語版）（原ポーランド、口語では「王冠領」）
  - 大ポーランド州（ヴィエルコポルスカ）
    - ブジェシチ・クヤフスキ県（県都ブジェシチ・クヤフスキ）
    - グニェズノ県（県都グニェズノ）
    - イノヴロツワフ県（県都イノヴロツワフ）
    - カリシュ県（県都カリシュ）
    - ウェンチツァ県（県都ウェンチツァ）
    - マゾフシェ県（県都ワルシャワ）
    - ポズナン県（県都ポズナン）
    - プウォツク県（県都プウォツク）
    - ラヴァ県（県都ラヴァ）
    - シェラズ県（県都シェラズ）
    - ヴァルミア司教区

  - 小ポーランド州（マウォポルスカ）
    - ベウズ県（県都ベウズ）
    - ブラツワフ県（県都ブラツワフ）
    - チェルニフフ県（県都チェルニフフ）
    - キユフ県（県都キユフ）
    - クラクフ県（県都クラクフ）
    - ルブリン県（県都ルブリン）
    - ポドラシェ県（県都ドロヒチン）
    - ポドレ県（県都カミェニェツ）
    - ルーシ県（県都ルヴフ）
    - サンドミェシュ県（県都サンドミェシュ）
    - ヴォウィン県（県都ウツク）
    - シェヴィエシュ公国

  - 王領プロイセン（大ポーランド州に含まれる）
    - ヘウムノ県（県都ヘウムノ）
    - マルボルク県（県都マルボルク）
    - ポモージェ県（県都スカルシェヴィ）

  - ハンガリー王国領の一部
    - スピシュ郡（スピシュ城を除く一帯の13都市）・・・1412年にポーランド王国がハンガリー王国へ資金を融資した際（ルボフラ条約）の担保として、ポーランド王国の管理下にあった
- リトアニア大公国（リトアニア州）（口語では「リトアニア」）
  - 大リトアニア地方（原リトアニア）
    - トロキ県（県都トロキ）
      - グロドノ県（県都グロドノ） - 1793年トロキ県より分離

    - ヴィルノ県（県都ヴィルノ）
    - ジムジ公国（首都ヴォルニェ）
      - ブラスワフ県（県都ブラスワフ） - 1793年形成

  - 小リトアニア地方など
    - ブジェシチ・リテフスキ県（県都ブジェシチ・リテフスキ）
    - ミンスク県（県都ミンスク）
    - ムシチスワフ県（県都ムシチスワフ）
    - ノヴォグルデク県（県都ノヴォグルデク）
    - ポウォツク県（県都ポウォツク）
    - ヴィテプスク県（県都ヴィテプスク）
    - スモレンスク県（県都スモレンスク）
- リヴォニア公国
  - ドルパート県（県都ドルパート）
  - パルナヴァ県（県都パルナヴァ）
  - ヴェンデン県（県都ヴェンデン）
  - インフランティ県（県都ディネブルク）

共和国はヴォイェヴツトフォ（県）という地方行政区画でさらに細かく分けられて、各県はヴォイェヴォダ（県知事または宮中伯）によって統治されていた。各県はさらにスタロストフォ（王領地 / 代官統治地域）によって区分されており、スタロスタ（代官）がこれを治めた。都市にはカシュテラン（城代）により治められた。ただし、都市はしばしばジェミャのような地域行政単位を組み入れることで、頻繁に代官の統治を避けていた。
|  | ポーランド・リトアニア共和国 ポーランド王国 リトアニア大公国 王国の知行地 ウクライナの諸県の県境線 オーストリア大公国 ハンガリー王国 シレジアの諸公国 ブランデンブルク辺境伯領 スウェーデン王国 デンマーク王国 オスマン帝国とその属国 オスマン帝国 クリミア・ハン国 モルドバ公国 ワラキア公国 トランシルヴァニア公国 ロシア・ツァーリ国 アディゲ族 現在の国境（2009年） ワルシャワ ヴィリニュス ウィーン ブラチスラヴァ ジュラフェヘールヴァール スチャヴァ バフチサライ ストックホルム モスクワ シーチ キエフ チェルニーヒウ スモレンスク ポーロツク ミンスク ケーニヒスベルク グダニスク ルーツィク ブラーツラウ カームヤネツィ リヴィウ ベルズ ザモシチ ホールム ベレスチャ クラクフ ポズナン ヴロツワフ ザグレブ ベオグラード ヤシ ハジベイ カッファ アゾフ チェルカーシク ベルゴロド ヴォロネジ プティーヴリ クルスク ブリャンスク リャザニ ウラジーミル ニジニ・ノヴゴロド ヤロスラヴリ ノヴゴロド ナルヴァ プスコフ リガ シュテッティン ポーランド ウ ク ラ イ ナ ベラルーシ プロイセン ヴォルィーニ ガリツィア ザポロージャ クールラント 黒 海 バ ル ト 海 |

かつて共和国に属していた地域は、中欧から東欧にかけて現存する複数の国家の中に、広範に分布している。ポーランド、ベラルーシ、リトアニア、ウクライナ（東縁部と南縁部を除く）、ラトビア南部を中核に、モルドヴァ（トランスニストリア）、ロシア、エストニアである。そしてハンガリー王国の一部だったスロヴァキアのいくつかの都市も、ルボフラ条約でポーランドの一部となっていた。とくに、共和国の南西部国境は、黒海沿岸部を除き現在のポーランドとスロバキアおよびルーマニア・モルドヴァ国境とほぼ一致している。
共和国の主要な地域は以下の通り（行政区域では分けていない）:
- マウォポルスカ…ポーランド南部、主都はクラクフ。
- ヴィエルコポルスカ…ポズナンとヴァルタ川水系に囲まれた、ポーランド中西部。
- マゾフシェ…ポーランド中央部、主都はワルシャワ。
- 原リトアニア…リトアニア大公国のカトリック地域、または民族的リトアニア人の居住地域。大公国の北西部を占めた。
- ジェマイティヤ…リトアニア大公国内の自治領、大公国の西部の大部分を占める原リトアニアの西部地域に当たる。
- 王領プロイセン…バルト海南岸地域、第2次トルニの和約によって自治領となった。1569年のルブリン合同に際し王冠領に組み込まれた。
  - ポメレリア…グダニスク近郊のポモジェ地方、王領プロイセンの西部地域。
- プロイセン公国…ドイツ騎士団総長がローマ・カトリックからルター派に改宗して世俗のプロイセン公となり、封建領主として共和国君主であるポーランド王に臣従したもので、共和国のうちのポーランド王国の従属国。ケーニヒスベルク（ポーランド語クルレヴィエツ）を中心とする旧ドイツ騎士団領。1660年にポーランドの宗主権から離れて独立。
- プロイセン連合の諸都市…ドイツ騎士団との抗争を経て、ポーランド王の庇護を得て発展した、グダニスク（ダンツィヒ）、トルニ（トルン）、エルブロンク（エルビング）をはじめとした27の自治都市群。1466年にはポーランド王を各都市の君主とし、1569年のポーランド・リトアニア共和国発足と同時に共和国に加盟。
- ルーシ…共和国の東部、ロシアとの隣接地域。ベラルーシ・ウクライナのほぼ全域に相当。
- リヴォニア公国（英語版）…王冠領とリトアニア大公国の共同領有地域。後にラトガレとリーフランドに分離。
- インフランティ公国（英語版）…王冠領とリトアニア大公国の共同領有地域。1620年代および1660年にスウェーデンの侵攻を受けた。1621年にラトガレ地域に発足。1660年に正式に北部リヴォニアがスウェーデン領リヴォニア（英語版）（リーフランド）として離脱。
- クールラント公国…共和国の北部に位置する封土。1637年トバゴ島に、1651年ガンビア川の聖アンドレ島にそれぞれ植民地を建設した（クールラントによるアメリカ大陸の植民地化）。
- シロンスク…共和国には属していなかったが、小規模な地域が共和国の国王に属した。特に、ヴァーサ家の諸王は1645年から1666年までオポーレ公国の君主となった。

共和国の国境は戦争や条約によって変化し、時には10年の間に数度も変わる場合があった。国境の変動は特にロシアと接する東部およびオスマン帝国と接する南部で激しかった。ヤム・ザポルスキの和約（1582年）が結ばれた後の共和国は、およそ815,000 km2の領土に約650万人の人口を抱えていた。デウリノの和約（1618年）の後では、共和国の領土はおよそ990,000 km2に拡大し、人口も倍近い1000万から1100万人程度に増加した（うち民族ポーランド人は400万人程度）。

## 歴史

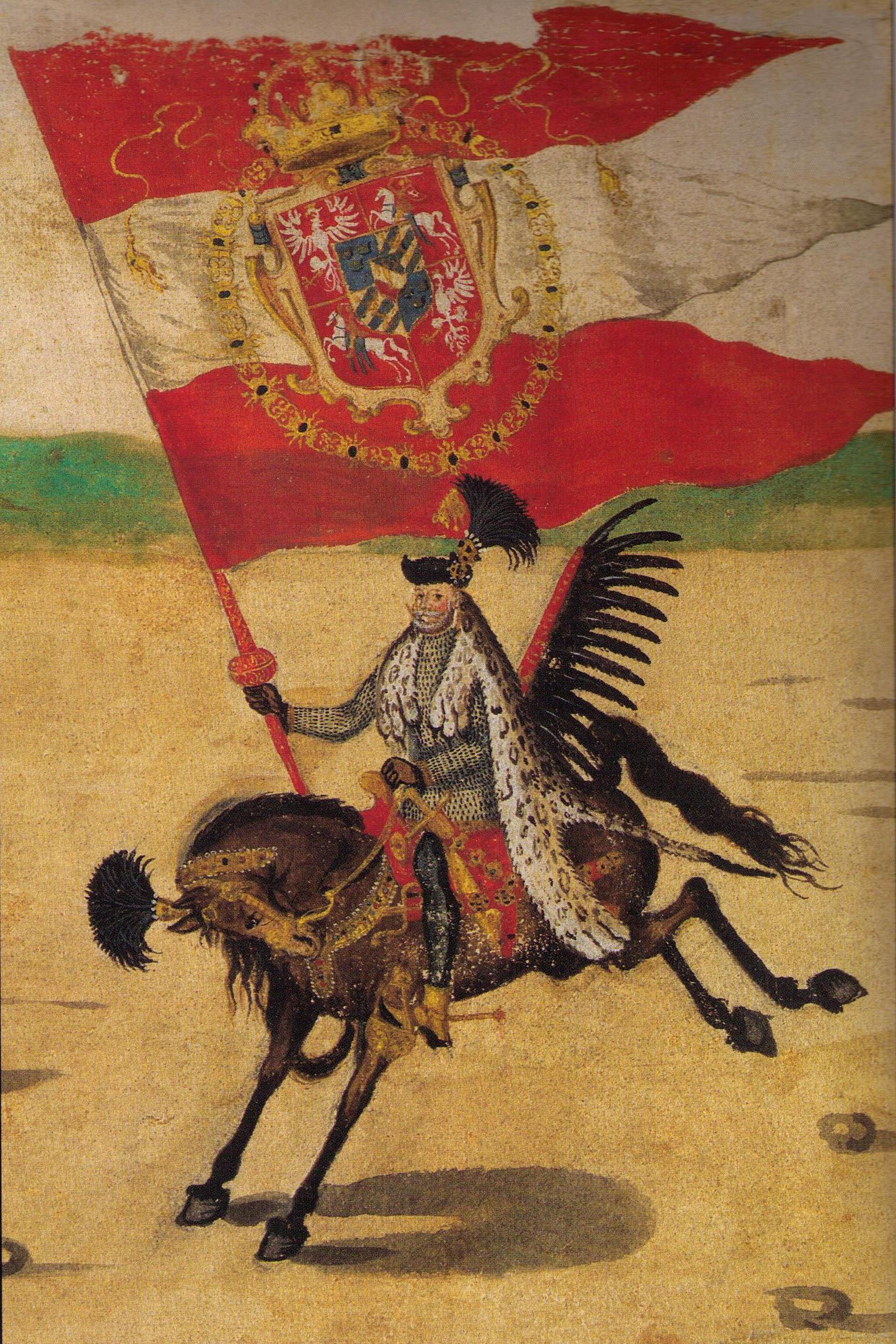
ポーランド王・スウェーデン王ジグムント3世の結婚式における、王国大旗手スタニスワフ・ソビエスキ（1605年頃）

1569年のルブリン合同に始まる共和国の創出は、ヤギェウォ朝最後の国王・大公であったジグムント2世アウグストによる、世襲王権を選挙王制から守るための戦略の一環という性格を持っていた。ジグムンドが1572年に崩御した後に続いた3年間の混乱期にこの連合体制の調整がなされ、貴族階級（シュラフタ）の権力を強化する立憲体制および完全な選挙王制が機能するようになった。共和国の名目的な最大版図は、1592年にスウェーデンと同君連合を組んだヴァザ朝を共和国の王朝として迎え入れた時であった。ジグムント3世ヴァザは、母方からヤギェウォ家の血筋を引き、1587年に共和国の国王・大公となり、さらに父王からもスウェーデン国王を継承し、名目的ながらその版図は北欧にも拡大した。しかしジグムント3世は、専制君主的で、対抗宗教改革を共和国に導入した。これは本来の共和国の宗教的寛容精神にそぐわないばかりか、宗教改革を推し進めるスウェーデンとの軋轢を招き、わずか数年でスウェーデンとの連合は終了した（この問題は、王位継承問題として両国の関係を悪化させ、最終的に共和国に大洪水時代を招来し、ヴァザ朝の終焉に繋がった）。
共和国の黄金期は17世紀前半に訪れた。貴族たちに支配された強力な議会（セイム）は三十年戦争への参加を見合わせることによって、ヨーロッパ世界の大部分が巻き込まれた深刻な宗教戦争による惨事から自国を防衛することに成功した。共和国はスウェーデン、ロシアそしてオスマン帝国の属国から自国を守りぬいたばかりか、近隣諸国への積極的な拡張政策を開始した。17世紀初頭にはモスクワの民主派貴族とツァーリ派貴族が対立して動乱時代に陥り、ロシア大飢饉で弱体化したロシアへロシア・ポーランド戦争で進出、モスクワの民主派貴族と連帯した共和国の軍勢は1610年9月27日から1612年11月4日に陥落するまでモスクワを占領統治していた。ポーランド・オスマン戦争 (1620年 - 1621年)。スモレンスク戦争（1632年 - 1634年）。スモレンスク戦争は、ロシアによるスモレンスク奪回を目的とした戦争であったが、共和国は領土確定と引き替えにツァーリ称号とレガリアをロシアに返還した。また共和国は、1618年のロシアとのデウリノの和約で連合の歴史上で最大の領土を実現させたが、1620年代のスウェーデン・ポーランド戦争で1629年に北部リヴォニアを事実上、失っている。この時はスウェーデンのワルシャワ侵攻を阻止し、その勢威を示したが、共和国としては、停戦条約の結果、リヴォニアの分割を余儀なくされている。ロシアとスウェーデンは、軍事的には敗北したものの、外交上の勝利を得たと言える。この頃、共和国は相次ぐ戦争により、軍事費が増大し、国家財政上の懸念が生じることとなった。そして表面的には磐石に見えた共和国の国家経済は疲弊し始めていた。そして共和国の巨大化によって様々な文化的背景を持つ勢力を取り込んでしまったために、共和国の社会制度に政治的な混乱をもたらすこととなった。また、ポーランドのヴァザ王家は、スウェーデンのヴァーサ王家を仮想敵国とし、王権の強化と海軍増強計画を目論んだが、議会（セイム）によって破棄された。この時代の共和国は、なおも地域大国として君臨していたが、これらのことから海洋大国としてバルト海での覇権争いに食い込むまでには至らなかった。
共和国の勢威は、1648年以後に受けた2度の衝撃によって衰えを見せ始めた。最初の衝撃とは、歴史的に最も大規模だったウクライナ・コサックによる反乱である。東部国境のクレスィで起きたこのフメリニツキーの反乱は、クリミア・ハン国の援護を受けたものであった。さらに反乱者が1654年にはロシアのツァーリに支援を求める事態に至り（ペレヤスラフ条約）、ポーランドはウクライナに対する影響力をモスクワ・ロシアに奪われることになった。もう一つの衝撃は、1655年のスウェーデンによる侵略「大洪水」（トランシルヴァニアの支配者ラーコーツィ・ジェルジ2世、ブランデンブルク選帝侯フリードリヒ・ヴィルヘルムの軍事的支援を受けていた）である。この侵略はヴァザ家出身の選挙王たちが続けていた、スウェーデンへの敵対政策が引き起こしたものだった。1667年に共和国は侵攻国を撃退することに成功したが、東のロシア、北のスウェーデンの影響力が増していった。共和国は、北西のプロシア公領及び北東のスウェーデン領リヴォニアを共和国版図から正式に喪失した。前年の1660年にはプロイセン公国が漁夫の利を得て、スウェーデン王国との対ポーランド枢軸を図らないという条件でポーランド王国からの独立をポーランド王から承認されている。のちにこの新興独立国家はプロイセン王国を経て、現代欧州最強の軍事独裁国家「ドイツ帝国」となっていくのである。さらには主権下にあったウクライナのヘーチマン国家が独立し、のちにモスクワに吸収されてしまう。

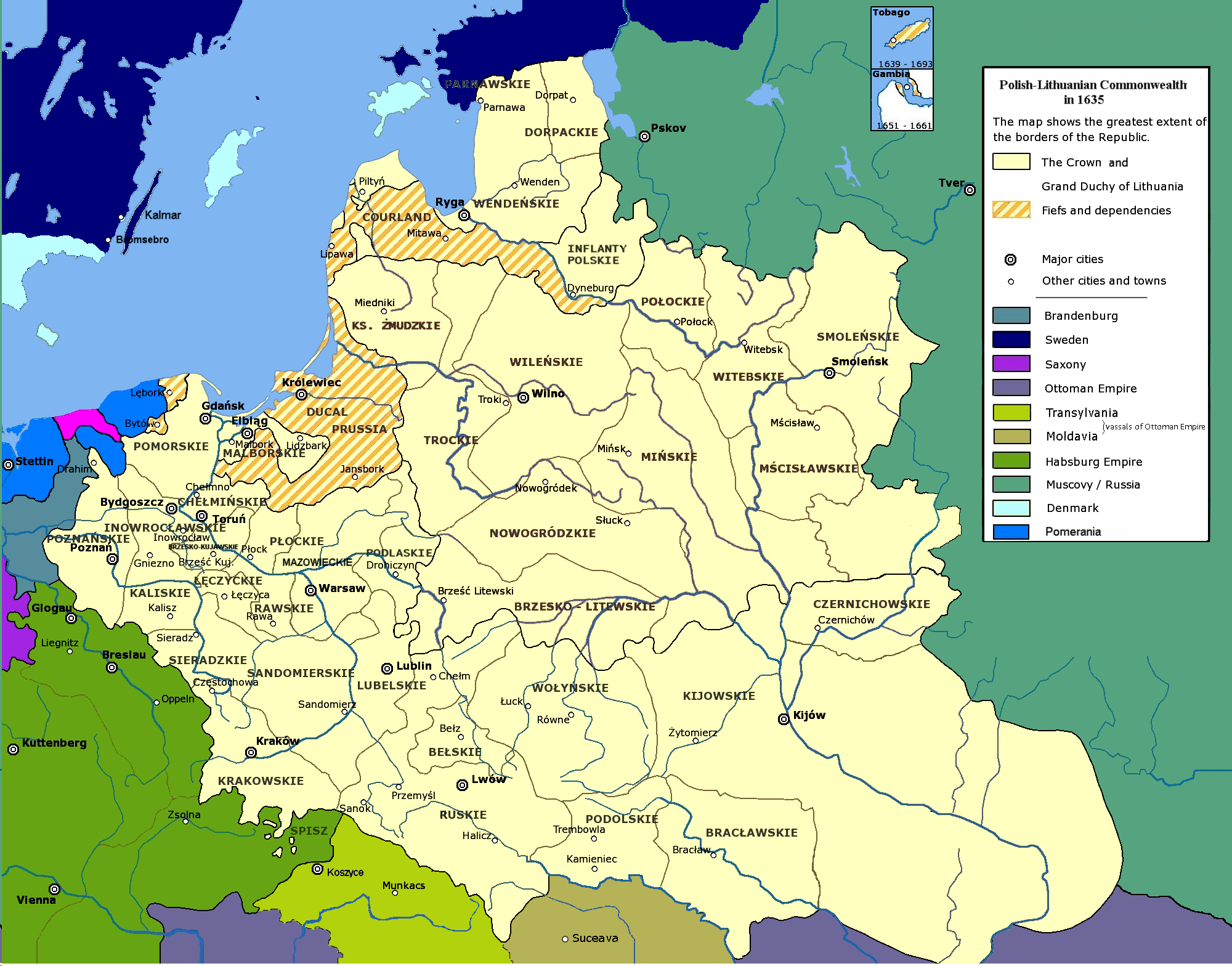
ヴワディスワフ4世統治期の共和国の版図（1635年）。ただし北部リヴォニアは事実上、名目的な版図

17世紀後半に入ると、弱体化した共和国は神聖ローマ皇帝レオポルト1世と同盟したヤン3世ソビエスキのもとで、オスマン帝国に壊滅的な打撃を与えることに成功した。1683年のウィーンの戦いは、250年にわたって続いたキリスト教世界＝ヨーロッパと、イスラーム世界＝オスマン帝国との長い抗争の歴史における、最終的な転換点となった。何世紀にもわたったムスリム側の脅威にさらされ続けたため、共和国は「キリスト教世界の防波堤（Antemurale Christianitatis）」の称号を得ることになった。続いて起きた16年にわたる大トルコ戦争の結果、オスマン帝国の国境は永久的にドナウ川以南に押しとどめられ、再び中央ヨーロッパに脅威を及ぼすことはなかった。ヤン3世ソビエスキ王は宿敵であるはずのオスマン帝国からも「レヒスタンの獅子」（「レヒスタン」はトルコ語でポーランドを指し、ポーランド人の古名である「レフ族」（ポラン族）にちなんで「レフ族の国」を意味する）として尊敬された。この時代は共和国にとっては最後の栄光であり、中興の時代であった。しかしこの結果、オスマン帝国を撃破した共和国は、欧州内の近隣諸国の警戒を引き起こし、緊張関係が生じることとなった。そして1701年にプロイセン王国として承認されることとなるブランデンブルク＝プロイセンが次第にバルト海南岸に勢力を強め、さらにロシアは東ヨーロッパの覇権国としての地位を不動のものとしたが、これは共和国とロシアとの同盟政策において起ったものであり、ヤン3世が犯した失策でもあった。オーストリアも旧オスマン帝国領への勢力圏を拡大し、ロシア、オーストリア、プロイセンという18世紀の中東欧における3列強国のパワー・バランスが成立し、17世紀の覇権国だった共和国とオスマン帝国は共倒れすることとなった。共和国は、17年間もオスマン帝国と戦い続けた結果、物質的に疲弊し、内政にも手が回らず、バルト海世界での共和国の地位を改善する努力は完全に忘れ去られた。
1700年に始った大北方戦争において共和国は完全な守勢に立たされ、強国として最後の活躍をすることとなったスウェーデン・バルト帝国に蹂躙された。共和国はこのスウェーデンの下で傀儡国王を押しつけられた。この強引な君主のすげ替えは、のちのポーランド継承戦争でも行われ、没落した共和国は大国となったプロイセン、オーストリア、ロシアの緩衝国として扱われるようになった。
18世紀までに、共和国は数多くの国内問題に直面し、また諸外国の影響力にさらされるようになった。1768年には、共和国は法的にロシア帝国の保護国となり、ロシアは外交的、軍事的戦略をポーランドへと集中させるようになった。政治体制のぐらつきは共和国を無政府状態の淵にまで追い込んだ。5月3日憲法の制定をその頂点とする、4年議会（1788年 - 1792年）などの改革の試みは遅きに失したものであり、共和国は近隣諸国であるロシア、プロイセン、オーストリアによる3度の領土分割を通じて統治すべき国土を失った。1794年3月24日、軍人のタデウシュ・コシチュシュコがコシチュシュコの蜂起を起こしたが、ロシアのアレクサンドル・スヴォーロフに鎮圧され、1795年にポーランド・リトアニア共和国はヨーロッパの地図上から姿を消した。ポーランドとリトアニアが独立を再び手にするのは1918年、それもポーランド第二共和国とリトアニア共和国という別個に独立した国家としてであった。

## 国家組織と政治

### 黄金の自由

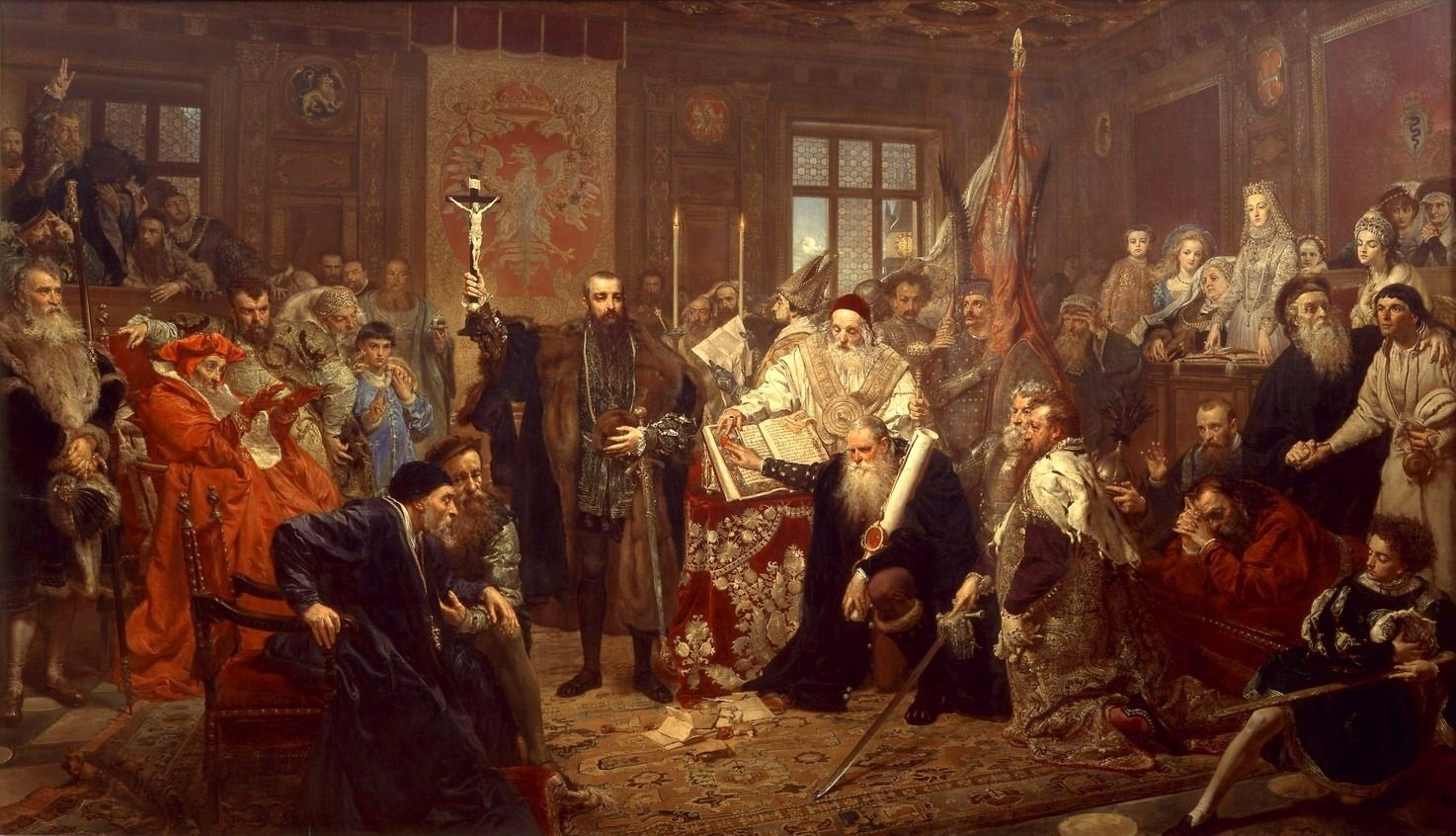
「1569年のルブリン合同」ヤン・マテイコ画（1869年）

共和国の政治原則は「我が国は国王の統轄の下にある共和国である」というものである。大法官ヤン・ザモイスキはこの原則を「国王は君臨すれども統治せず "Rex regnat et non gubernat" 」と要約する。共和国は選挙王、元老院（セナト）のほか、代議制の議会であるセイムを有していた。国王はヘンリク条項および選出時に取りきめられるパクタ・コンヴェンタにより規定された共和国市民（＝シュラフタ）の諸権利を尊重することを義務付けられた。
王権は強大な貴族階級の権力のために制限を受けていた。歴代の国王はポーランドの政治システム（およびほぼ前例のない宗教的寛容）の根幹をなすヘンリク条項に署名せねばならなかった。時代が下るにつれ、ヘンリク条項はパクタ・コンヴェンタと組み合わされていき、選挙王が誓うべき明確な誓約という性格をもった。その結果、国王は常に元老院の監督を受けるようになった。のちにヨーロッパ初の成文憲法で本格的な近代民主主義憲法である1791年5月3日ポーランド憲法が成立すると、国王は「国家の所有者」や「国民の支配者」ではなく、「国民が所有する国家」に対して無限の責任を負う「国家の代表者」（近代的な立憲君主）であると規定された。
共和国の政治システムとしての「黄金の自由」（ポーランド語表記：Zlota Wolność,この語は1573年から使われ始めた）は、以下の諸要素をその基礎とした。
- 国王自由選挙…国王選出は投票を希望する全てのシュラフタによる自由選挙によって行う。
- セイム…国王によって2年ごとに召集される共和国の代議制議会。
- パクタ・コンヴェンタ…即位時に国王が共和国政府との間で取り決める統治契約。諸権利の請願も行われる。国王の政治行動を束縛し、初期のヘンリク条項に由来する。
- ロコシュ（抵抗権）…貴族に保障されている諸特権が国王によって脅かされた場合、反乱を起こすことを法的に認められる権利。
- リベルム・ヴェト…セイムでの決議において多数派の決定を、代議員一人の反対によって否決出来る権利。セイムの会期中、全ての法案を廃案にしてきた「無制限の拒否権」として悪名高い。17世紀後半の危機の時代に入ると、リベルム・ヴェトは地方議会（セイミク）にも適用された。
- 連盟…共通の政治目的のために団体を結成する権利。

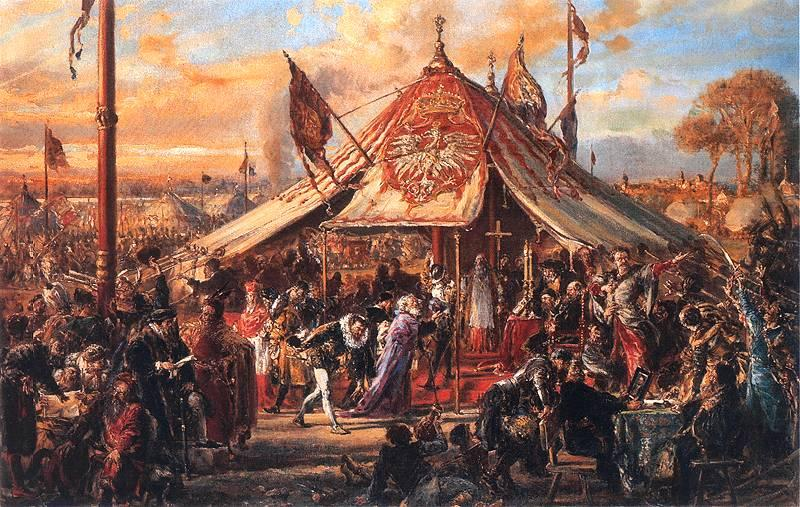
共和国の権力の頂点をなす1573年の国王自由選挙、ヤン・マテイコ画

3地域（後述）のみが共和国内の自治領としての権利を享受していた。各県にはそれぞれに地方議会（セイミク）が置かれていた。セイミクは国家立法府（セイム）に送り込む代議員を選出し、指示書によって代議員に様々な要望・提案をする権利を有していた。リトアニア大公国はポーランド王国（王冠領と呼ばれた）とは別個に軍隊、国庫、官職体系を組織していた。
黄金の自由は当時としては国家に特異な性格を与えたが、同時代にはヴェネツィア共和国のような都市国家が類似した政治システムを採用していた（両国は「最も静穏なる共和国」を自称した点でも共通していた）。ヨーロッパ諸国が中央集権化、絶対主義、宗教戦争や王朝による争いに直面している時期、共和国は地方分権、国家連合と連邦制、民主政治、宗教的寛容さらには平和主義までも経験していた。シュラフタがしばしば国王による戦争計画を廃案にしたことは、民主的平和論に関する論議に相当するものとさえ見なされる。
この政治システムは他の階級と王権に立脚した政治システムに対するシュラフタ貴族階級の独占的な勝利に由来する。この時代、シュラフタはニヒル・ノヴィ（1505年）を始めとして十分すぎる特権を蓄積し、どの王も彼らの支配を力で捩じ伏せることは出来なかった。共和国の政治システムは単純なカテゴライズには適しないが、一応は以下のような定義付けが混ざり合う状態にあるといえる：

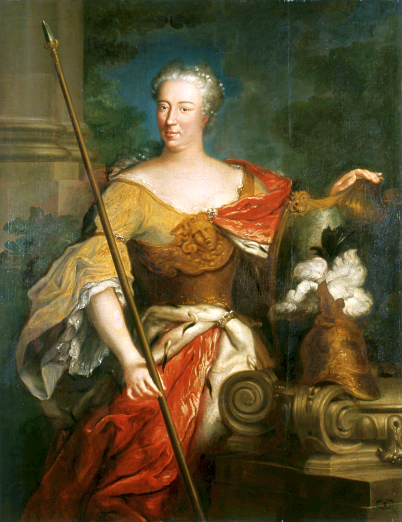
男性用外套デリアを纏い、「サルマタイ人」のいで立ちをしたエルジュビェタ・シェニャフスカ

- 広大な自治領を領域内に含む国家連合ないし連邦。共和国を国家連合か連邦体制にあったかは限定しにくい。
- 寡頭制[31]。シュラフタのみが参政権を持ったといっても、彼らの階層は人口の約10%を占めていたのであり、少数者による支配というイメージとはずれがある。
- 全てのシュラフタに等しい権利と特権が与えられる民主政治。彼らの拠るセイムが立法、外交、宣戦布告、課税（既存の税制の変更、新しい税の制定）といった重要な事項について国王に反対出来る。共和国は当時のヨーロッパ諸国の中で最も高い、約10%の参政権者を抱えていた[51][52]。フランスでは1831年の時点で人口の約1%、1867年のイギリスでは約3%に参政権が与えられているに過ぎなかったのとは対照的である。
- 選挙王制。シュラフタによって選出される国王、つまり世襲君主でない国王が国家の首長であること。
- 立憲君主制、つまり君主がパクタ・コンヴェンタやその他の法律によって誓約されており、シュラフタは国王が法的に不正な行為をしている場合は従う義務はないとされた。

### 参政権者
共和国の主要な参政権者は以下の通り。各人一人一票の原則は共和国の滅亡まで守られた：
- 国王…王権の拡大のために奮闘し、絶対王政の創出を試みていた[53]。
- 僧侶…平民出身者であっても僧籍に入ることで参政権を得ることがあった。
- マグナート…シュラフタのうち最も裕福な階層、日本の幕藩体制のごとく特権的な寡頭政治によって国家を統治し、国王と貧窮シュラフタを統御しようとしていた[53]。特に大きな財産を持つマグナートはオルディナトと呼ばれ、彼らはそれぞれがヨーロッパの大国の君主たちに匹敵する財産を持っていた。
- 中小シュラフタ…セイムの権限を拡大し、シュラフタによる民主政治で国家を統治しようとしていた[53]。

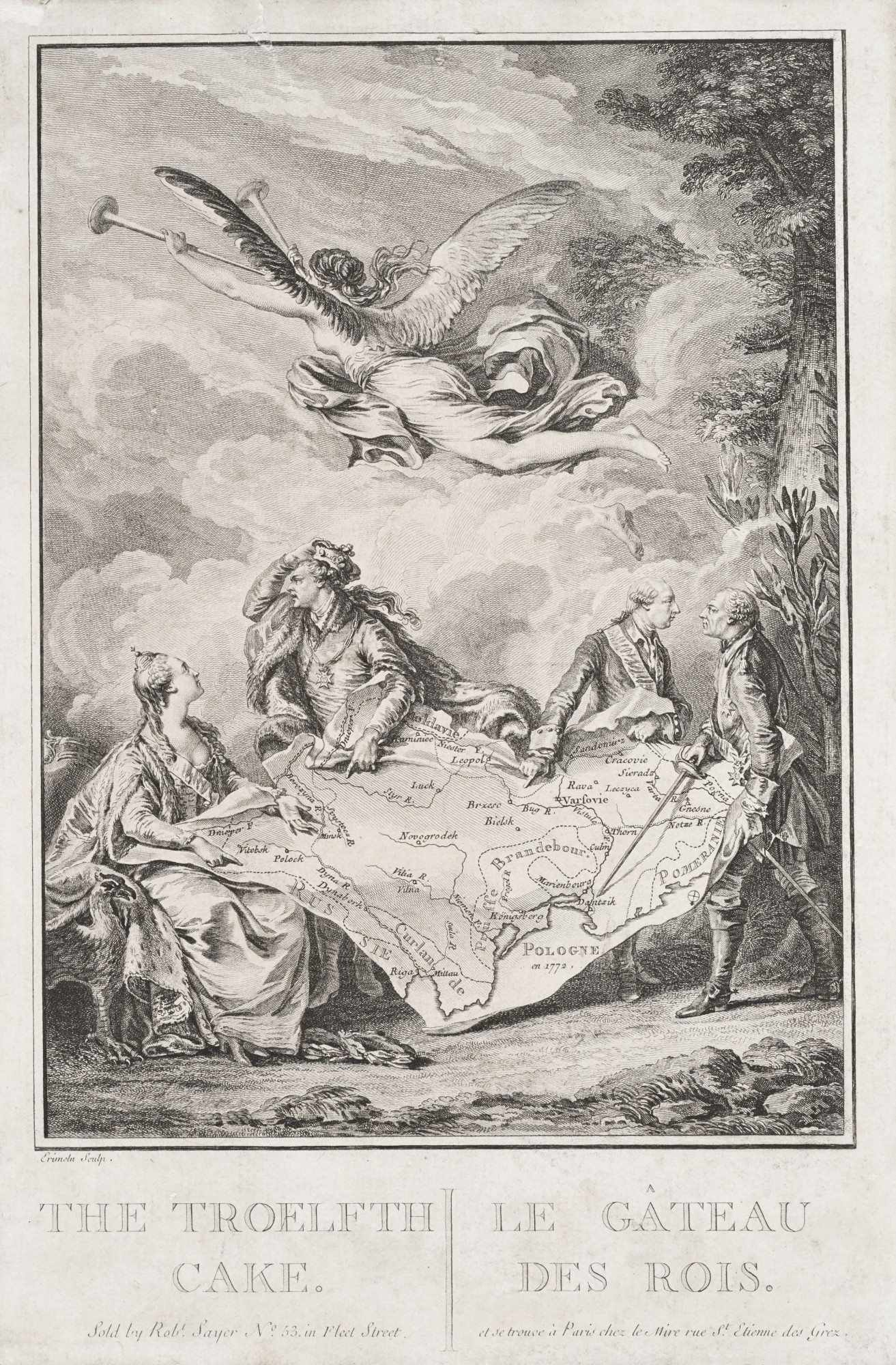
「国王たちのケーキ」第1次ポーランド分割の寓意、ジャン・ミシェル・モリュー画

マグナートと中小シュラフタが一つの貴族階級として連帯することはなく、多くの党派が国王ないし大勢のマグナートをばらばらに支援していた。

### 共和国の制度的欠陥
1572年にヤギェウォ家の統治者がいなくなると、（共和国の唯一かつ最大の制度的欠陥であるとのちに指摘されることになった）「リベルム・ヴェト（任意拒否権）」が濫用され、かろうじて均衡を保っていた共和国政府は崩壊した。権力は徐々に中央政府から地方のシュラフタ達へと移っていった。
周期的に空になる王座を埋める機会が訪れるたび、シュラフタ達は共和国内に強大な新王朝を築く心配のない外国人の候補者を好んで探し求めた。この政策によって王位についた人物は皆、影響力を持たないか、シュラフタとの恒常的な抗争によって力を衰えさせることとなった。さらには、有名な例外といえるトランシルヴァニアの支配者ステファン・バートリ（在位1576年 - 1586年）を除けば、外国出身の国王はすべて自国あるいは出身家門の利害に共和国の利害関心を従属させようとする傾向があった。この傾向は特にヴァザ家出身の最初の選挙王2人の統治期の政策と軍事行動に顕著であり、彼らの政治方針は共和国とスウェーデンとの間に抗争を引き起こし、それは大洪水時代（1648年）において頂点に達した。そしてこの動乱こそが、共和国を黄金期から衰退期へと転換させることになった。
ゼブジドフスキの反乱（1606年 - 1607年）を転機としてマグナートは権力を増長させ、シュラフタ民主政はマグナート寡頭政にとって代わられた。共和国の政治システムは国外からの干渉に弱く、諸外国から賄賂を受け取ったセイム代議員がリベルム・ヴェトを乱発して改革の試みを潰すべくを行使することも珍しくなかった。こうした弱みは独立国家としての共和国を掘り崩し、近隣諸国が国内を安定させて軍事力を付けていた17世紀半ばから18世紀半ばまでの100年以上もの間、共和国はリベルム・ヴェトが濫用され政治的な麻痺状態・無政府状態においたのである。

### 後期の諸改革

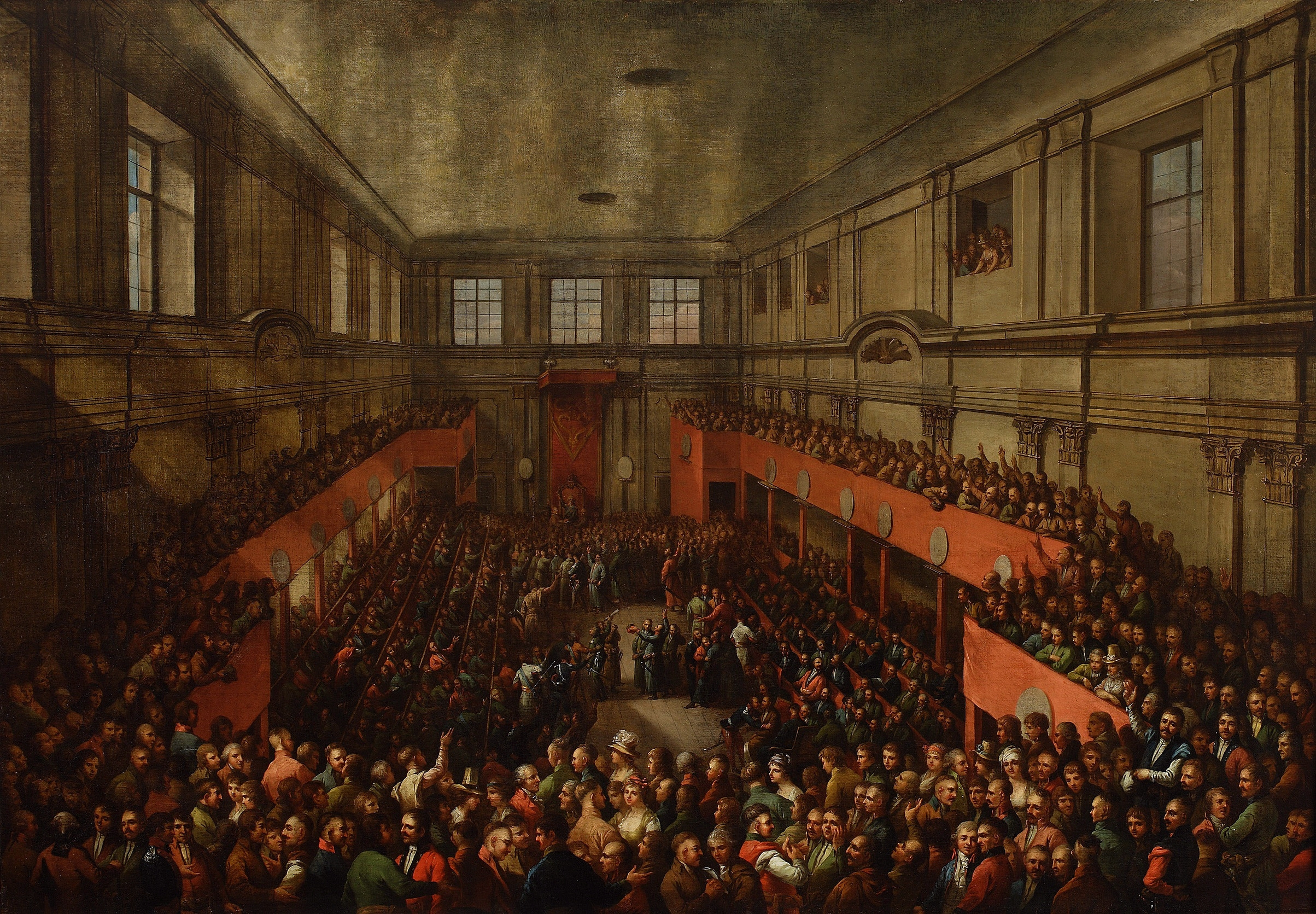
4年議会による5月3日憲法の採択、1791年

共和国は政治体制の改革のために大変な労力を費やし、1791年に近代ヨーロッパでは初めての成文国家憲法である5月3日憲法を制定した。これはその2年前に制定されていたアメリカ合衆国憲法についで、世界で2番目に早く誕生した成文憲法である。革命憲法は旧来のポーランド・リトアニア連合国家を世襲王制のポーランド・リトアニア連邦国家へと変貌させ、古いシステムが持つ有害な特徴を排除していった。新しい憲法では以下のように取りきめられた:
- リベルム・ヴェトを廃止し、シュラフタの連盟結成を禁止する。
- 政府では立法権、行政権、司法権の三権分立が導入される。
- 「国民主権」を創出し、貴族だけでなくブルジョワジーにも参政権を拡張する。
- 小作農の権利を向上させる。
- 宗教的寛容を保障する（ただしカトリック教徒の棄教は罪に問われる）。

共和国を弱体な緩衝国の地位に留めておきたい近隣列強によって全国境から攻め込まれることになったために、これらの改革は手遅れとなった。しかし、国王スタニスワフ・アウグスト・ポニャトフスキとその他の改革者たちによる強国化政策は国内に大きな反響を生んだ。ロシアは5月3日憲法の政治改革による革命の波及と、共和国がヨーロッパ列強国の地位を取り戻す可能性を恐れた。エカチェリーナ2世は5月憲法を自身の命取りになる、憲法はジャコバン派の影響を受けたものだと述べていた。グリゴリー・ポチョムキン公爵はタルゴヴィツァ連盟結成のための文書を起草し、憲法については「民主主義理念とやらの伝染病」だと切り捨てた。また一方で、やはりプロイセンとオーストリアもポーランドの強国化を憂慮しており、これを領土拡大の口実にしようとしていた。プロイセンの宰相エヴァルト・フォン・ヘルツベルクは「プロイセンの王政に対する打撃」と述べ、かつてはプロイセンを従属させていたポーランドの再強国化に強い警戒心をもって臨んだ。結局、共和国が憲法制定後4年間のうちに完全に消滅したため、5月3日憲法は発効したものの、特に「クレシ」と呼ばれる東部辺境地域ではタルゴヴィツァ連盟などの抵抗勢力が結集して憲法への反対闘争を繰り広げた。

### 軍隊

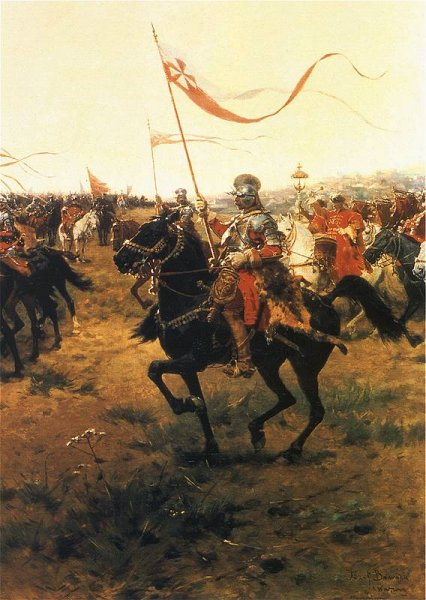
「共和国のフサール」ユゼフ・ブラント画

共和国軍は2人の大ヘトマンおよび2人の野戦ヘトマンによって統率された。軍は以下の軍団から構成されていた:
- ヴォイスコ・クファルツィアエ…国税によって賄われる常備軍。後にヴォイスコ・コンプトヴェと合体した。
- ヴォイスコ・コンプトヴェ…戦時に創設される半常備軍。1652年以降、ヴォイスコ・クヴァルツィアエと共に新型軍を構成した。
- ポスポリテ・ルシェニェ…シュラフタの総動員による軍。
- ピェホタ・ワノヴァおよびピェホタ・ヴィブラニェツカ…農民の新兵を基盤とした軍。
- 登録コサックの軍…ウクライナ・コサックで構成された軍勢、大抵は歩兵の銃士兵だが、まれに荷車要塞を引く騎兵として使われる。
- 近衛軍…国王その家族を護衛するのが主な目的の小部隊。
- 傭兵軍…通常軍隊の補充のために雇われ、他の多くの軍とともに戦う。ドイツ人、スコットランド人、ワラキア人、セルビア人、ハンガリー人、ボヘミア人、モラヴィア人、シロンスク人など。
- 私兵軍…平常時には、たいてい小規模な連隊（数百人程度）としてマグナートや都市に養われている。しかし戦時には国家から給金をもらい、その規模も格段に大きくなる（数千人規模）。

共和国にはいくつかの部隊も存在した:
- フサリア（フサーシュ）…重装備騎兵。槍、コンツェシュ（剣）、サーベル、斧、弓、鎚矛、後にはピストルを装備した。彼らの戦闘力は、17世紀後半に入り銃が普及して銃歩兵連隊が登場してからにおいても長い間きわめて頼りにされていた。フサリアは約200年もの間、無敗であった。メンバーはトヴァシシュ・フサルスキと呼ばれ、3-4人のポチュトヴィを率いていた。
- コサック騎兵…共和国における軽騎兵の一般的呼称である。オスマン帝国の騎士軍団のように速く機動性に富む。17世紀後半のフメリニツキーの乱以後は、ウクライナ・コサックと区別するため、「パンツェールニ」（鎖帷子の騎兵）と呼ばれるようになった。
- タボル…補充用の兵を荷車に乗せて戦場へ馬に引かせ運ぶ要塞。その防御陣形は登録コサックによって熟達したものになったが、他の部隊と比べ数が少なかった。

共和国海軍は共和国の歴史の中ではさほど大きな役割を果たしていないが、スウェーデンの海上封鎖を破ったオリヴァの海戦では勝利を収めた。黒海では、コサック達がオスマン帝国やその属国に対し、チャイカと呼ばれる小型の舟に乗って掠奪行為を続けていた。彼らは帝国の首都イスタンブール郊外に火を放ったこともある。しかし共和国の海軍は、陸軍とは異なり規模的に周辺国に見劣っており、国王による海軍増強計画も議会によって破棄されたため、それ以上の発展をすることはなかった。

## 経済

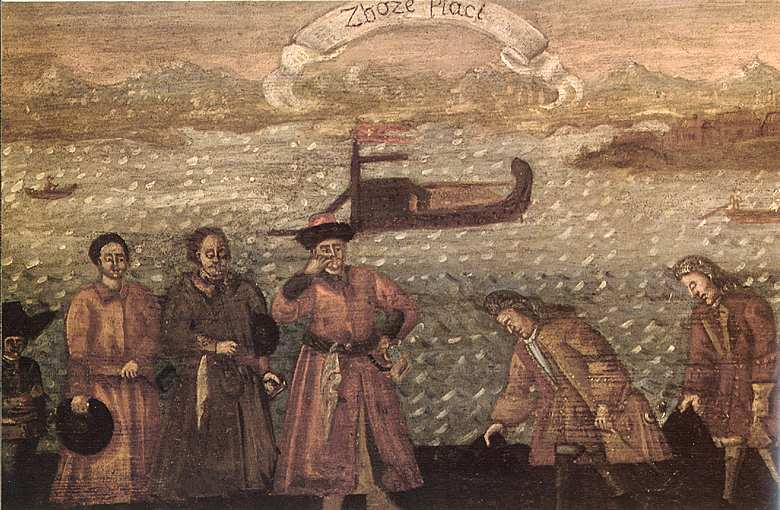
「穀物が高く売れるとき…」

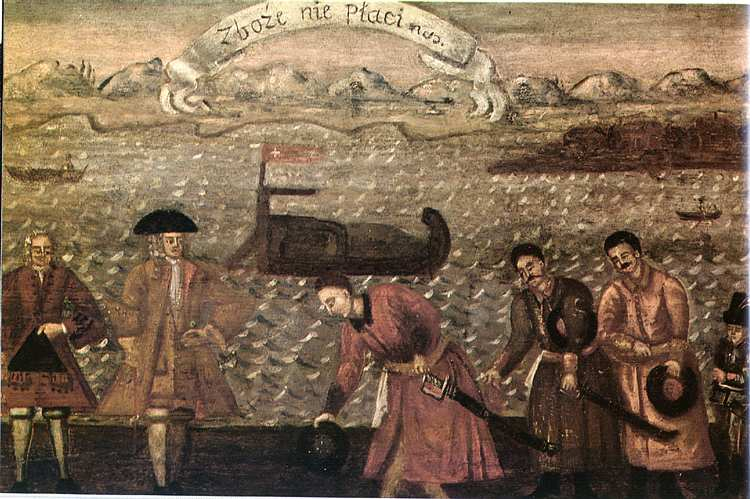
「…そして売れないとき」二つの絵は、共和国の貴族階級に長く利益をもたらしてきた農業が、17世紀後半から衰退を始めたことを示す

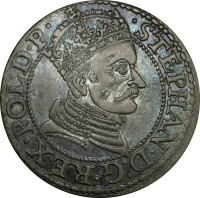
ステファン・バートリの治世中に鋳造された貨幣

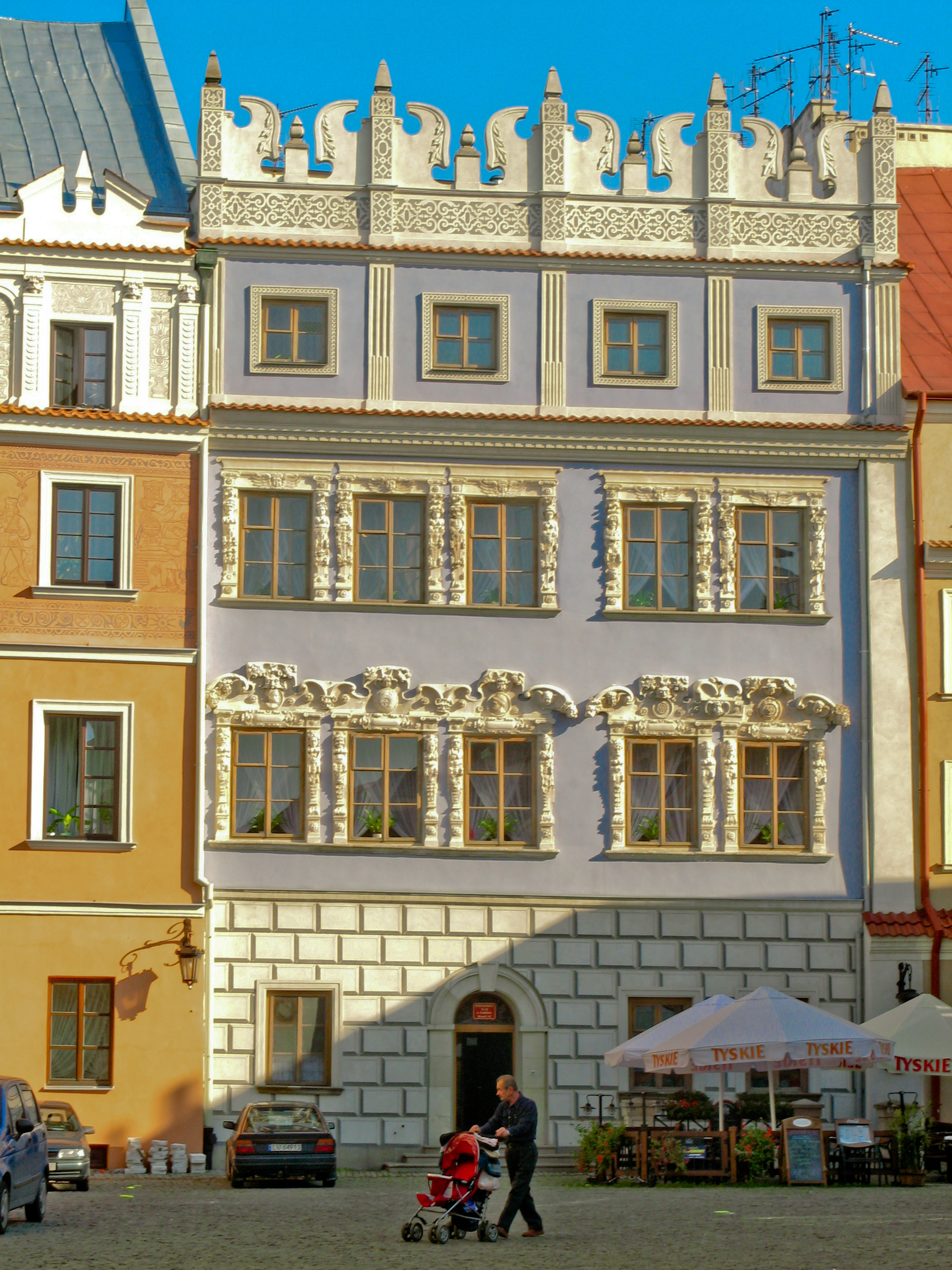
ルブリンにあるコノプシツァの共同住宅、1575年再建

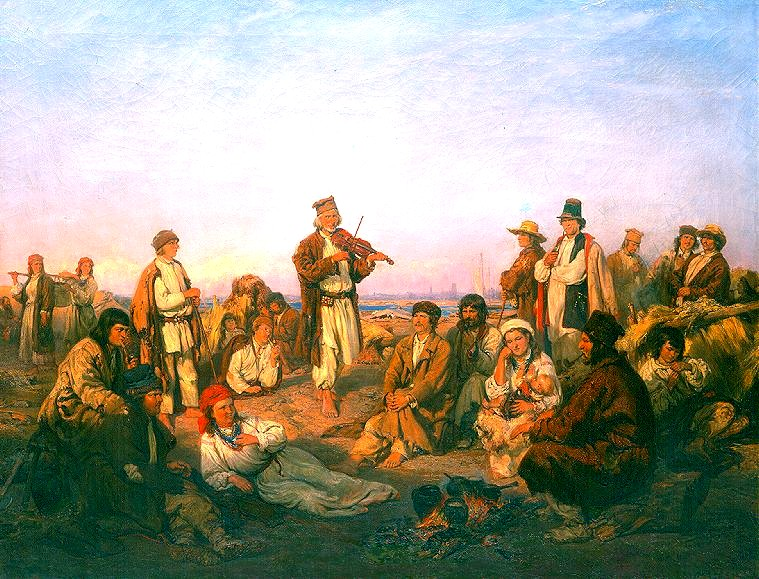
「ヴィスワ川の河川輸送商人の野営」ヴィルヘルム・アウグスト・ストリョフスキ画、1858年

共和国の経済は農奴制を基盤とする封建制農業生産によって支えられていた。奴隷制度はポーランドでは15世紀には禁止されたが、リトアニアでは1588年になってようやく廃止されている。もっとも、奴隷制度が一時的に廃止され、小作農がその大幅な自由を謳歌し、経済的恩恵を享受したものの、のちに国際的な構造が大転換をして共和国の経済が衰退期に入ると再版農奴制に取って代わられていった。貴族達が所有するフォルヴァルクと呼ばれる大規模農場では、国外へ大量に輸出するための余剰農産物が、小作農たちによって生産されていた。この経済体制は、穀物生産が最も好調な時期に当たっていた共和国の初期においては、支配階級、農民、都市民の誰にも都合よく機能し、共和国の黄金時代を支えていた。しかしながら17世紀後半になると、新大陸から安価な穀物が大量に欧州市場に流入するようになり、穀物相場が下落していくにつれて国内の経済状況は悪化の一途をたどる。小作農は資金繰りが悪くなって地主であるシュラフタへの負債を増やしていき、シュラフタたちは利潤の落ち込みを埋め合わせるべく小作農たちに重労働を課したことで、小作農たちの生活や身分は再度地主に依存し隷属する状態、すなわち再版農奴制と呼ばれるようになった状況に陥ったのである。
共和国の経済が農業、とりわけ生産物の輸出に依存したままだったことは、ブルジョワジーに対するシュラフタの圧倒的優位と結びついたばかりか、農産物の市場価格の大幅な下落は国内の資本蓄積を遅らせ、共和国内での都市化と産業における発展をかなり阻害する結果となった。地主貴族と都市ブルジョワの社会階級間での葛藤はヨーロッパ世界全体に共通する現象だったが、経済を穀物という市場の変動の影響を受けやすい物品の輸出に過度に偏って依存していた共和国のように、貴族階級が勝利を収めたという事態は同時代の他地域にはあまり見られない現象であった（のちにプロイセン王国やロシア帝国ではまったく同じ現象が見られた）。しかし、17世紀中葉の戦争と相次ぐ危機が襲うまでは、共和国の諸都市の規模や富は西側諸国の諸都市のそれ比べて遜色なく、その危機の時代が都市の成長阻害に甚大な影響を及ぼして、ポーランドの弱体化に繋がったという主張をする歴史家も少なくない。共和国にはマクデブルク法に基づいた都市や町を多く抱えていた。共和国で最も大規模な市場はルブリンで開かれていた。
共和国はヨーロッパ最大の穀物生産国だったが、共和国は人口が多く穀物の量の面から言えば大部分は国内で消費されていた。1560年から1570年までのポーランド王冠領（元々のポーランド領地域）とポーランドの領邦であるプロイセンをあわせたポーランド国内の小麦の消費量を見積もるとおよそ11万3000トンに及ぶ。16世紀に共和国で生産されていた穀物量は約12万トン、うち6%が輸出され、19%が都市部で消費され、残りは農村部の消費となる。共和国が輸出した穀物は西ヨーロッパの需要の約2%程度を賄っていたと思われる。共和国の穀物は、1590年代から1620年代にかけてヨーロッパ中が不作に悩み、南欧諸国が体制安定のために競って穀物輸入を行ったような時期には、ポーランドが輸出する穀物はきわめて重要なもので、その状況が相場を支えたのである。
共和国において穀物は最大の輸出品だったが、フォルヴァルクの所有者たちはたいてい、国内での穀物取引の80%を扱い、バルト海の海港に向けて穀物を輸送するグダニスクの商人たちと契約を交わしていた。共和国を流れる多くの河川が輸送に利用されていた。ヴィスワ川、ピリツァ川、ブク川、サン川、ニダ川、ヴィエプシュ川、ネマン川などである。それらの川は比較的インフラ整備がなされており、港湾や穀倉を備えていた。多くの川ではさほど利益にならない輸送業に携わる人々が南北を行き交い、平底荷船やいかだはグダニスクで材木を売り捌くために北へと向かった。グダニスクから、船はアントウェルペンやアムステルダムのような大都市に穀物を輸送するためネーデルラントやフランドルへと向かった。穀物に加え、海上貿易の輸出品には材木や木材から作れるタールのようなものがあった。
陸上での貿易では、共和国は皮革、毛皮、麻、絹（大半はヴィエルコポルスカ産）やリネンを、ライプツィヒやニュルンベルクといった神聖ローマ帝国のドイツ人居住地域に輸出していた。5万頭ものウシがシロンスク経由で商品を運んだ。共和国はまた、香辛料や嗜好品、衣服、魚、ビールや、産業のために使われる鉄や様々な道具などを輸入していた。グダニスクから南へと向かってくる船は少なかったが、ワインや果物、香辛料、ニシンを運んできた。ところが新大陸からの安価な農産物が大量に欧州市場に流入するようになった16・17世紀の間に、共和国の収支バランスは黒字から赤字に転落した。
大航海時代の始まりとともに、琥珀の道のような数多くの古い貿易ルートが消滅するとともに、新しいルートが次々と築かれた。ヨーロッパとアジアを繋ぐ隊商貿易路としてのポーランドの重要性は薄れ、一方でポーランドとロシアとの間には新しい交易路が開かれた。しかし共和国の造船技術が改善して海上貿易に目が向けられた後も、西洋と東洋との結節点としての重要性は消えず、数多くの商品や生産物が共和国を通過して様々な地域に運ばれた。たとえば、イスファハーン絨毯はペルシアから共和国に輸入されていたが、西欧では「ポーランド絨毯」の名前で知られていた。共和国の通貨にはズウォティやグロシュなどがあった。グダニスクには独自の貨幣を鋳造する特権が与えられていた。

## 文化

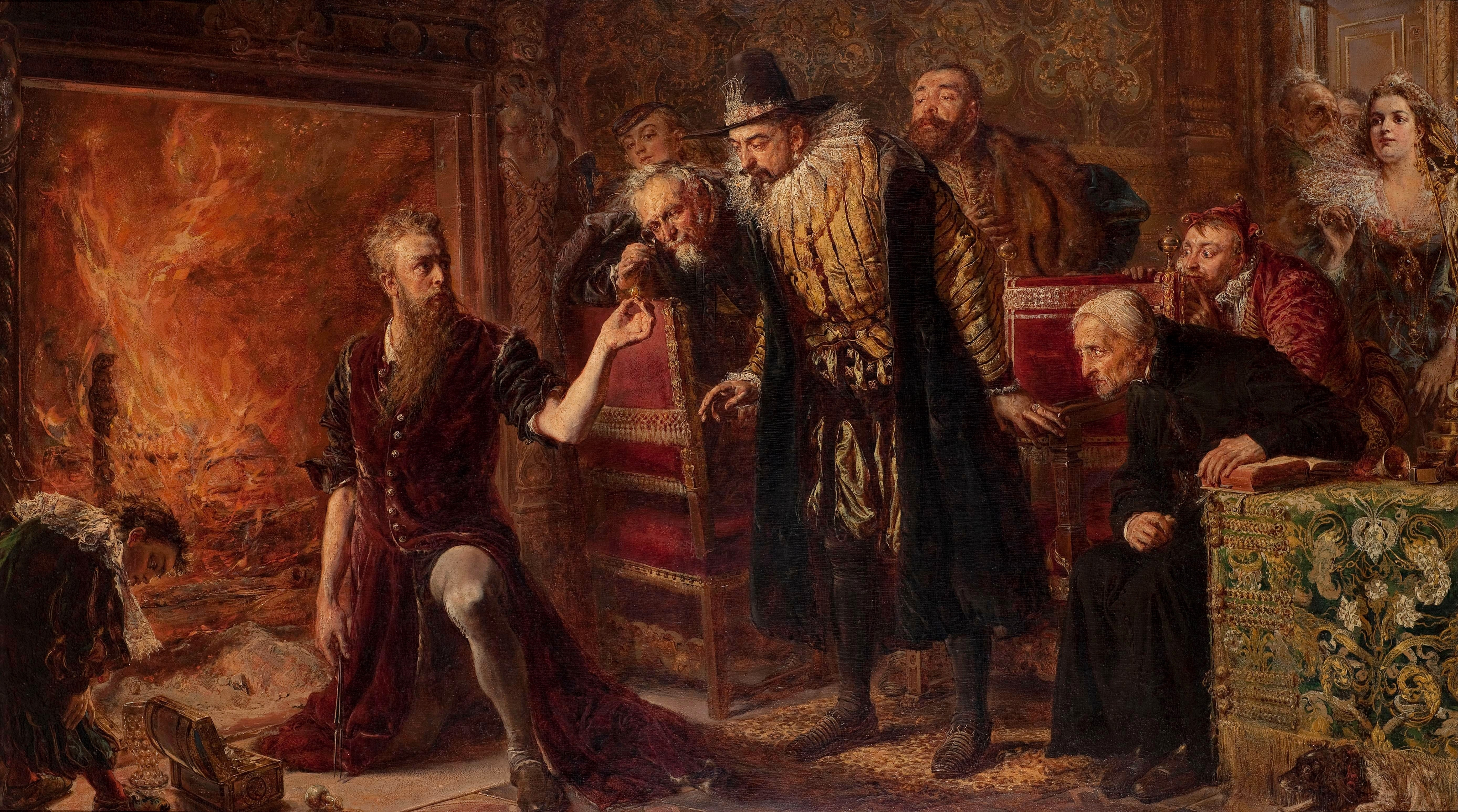
「錬金術師ミカエル・センディヴォギウス」ヤン・マテイコ画

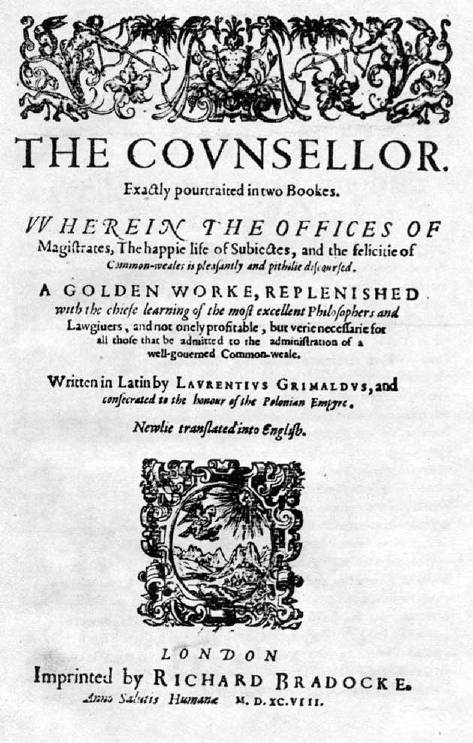
1598年にイングランドで出版されたゴシリツキの著書『最善の元老院議員について』の中で、共和国は「ポーランド人の帝国」と翻訳されている

### 政治思想
共和国は近代的な政治・社会思想の発展においてヨーロッパの重要な中心地の一つであり、エラスムスが称賛したように、当時としては稀な民主的な政治システムを備えていた。また対抗宗教改革の時代にあっても、やはり特異であった宗教的寛容を実現させ、ユダヤ教、東方正教、プロテスタント、イスラームが国教であるカトリックとともに平和的に共存していた。ただし時期によってはカトリックを強制する動きが強まった事もあった。
共和国はまた、イギリスとアメリカ合衆国のユニテリアン主義の先駆者であるキリスト教セクト、ポーランド兄弟団を生んだ。
その政治システムの影響もあり、共和国はアンジェイ・フリチュ・モドジェフスキ（1503年‐ 1572年）、ヴァヴジニェツ・グジマワ・ゴシリツキ（1530年 ‐ 1607年）、ピョトル・スカルガ（1536年 ‐ 1612年）といった政治思想家たちを生み、スタニスワフ・スターシツ（1755年 ‐ 1826年）やフーゴ・コウォンタイ（1750年 ‐ 1812年）はヨーロッパで最も早くに成立した近代的な成文憲法・国家憲法であり、大陸で最初の革命的な政治原則を打ち立てた、5月3日憲法の完成させるための道筋を示した。
クラクフのヤギェウォ大学はヨーロッパで最も古い総合大学の一つであり、ヴィリニュス大学とともに共和国における人文科学・自然科学の中心であった。1773年に創設された国民教育委員会は、世界最初の教育省であった。
共和国は多くの科学技術者を輩出した:
- アルベルト・ブルゼフスキ（1445年 - 1497年）…天文学者、数学者、哲学者、文学者、外交官
- ベルナルド・ヴァポフスキ（1450年 - 1535年）…地図学者、数学者
- ニコラウス・コペルニクス（1473年 - 1543年）…天文学者、宗教家
- マルチン・クロメル（1512年 ‐ 1589年）…歴史家、地図学者
- ミカエル・センディヴォギウス（1566年 ‐ 1636年）…錬金術師、化学者
- クシシュトフ・アルツィシェフスキ（1592年 ‐ 1656年）…軍人、技術者、民族学者
- カジミェシュ・シェミェノヴィチ（1600年 ‐ 1651年）…軍事技術者、砲術の専門家、多段式ロケット砲開発者
- ヨハネス・ヘヴェリウス（1611年 ‐ 1687年）…天文学者、月地誌学の創始者
- ミハウ・ボイム（漢名：卜弥格,1612年 ‐ 1659年）…東洋学者、地図学者、博物学者、南明政権に仕えた外交官
- アダム・アダマンディ・コハニスキ（1631年 ‐ 1700年）…数学者、技術者

また共和国は以下のような古典作家たちをも生んだ:
- ヤン・コハノフスキ（1530年 ‐ 1584年）…作家、劇作家、詩人
- ヴァツワフ・ポトツキ（1621年 ‐ 1696年）…作家、詩人
- イグナツィ・クラシツキ（1735年 ‐ 1801年）…作家、詩人、寓話作家、ポーランド最初の小説家
- ユリアン・ウルシン・ニェムツェヴィチ（1758年 ‐ 1841年）…作家、劇作家、詩人

また多くのシュラフタたちが回想録や日記を残している。おそらく最も有名なのはアルブレフト・スタニスワフ・ラジヴィウ（1595年 ‐ 1656年）の『ポーランドの歴史に関する回想』、ヤン・フリゾストム・パセク（1636年頃 ‐ 1701年頃）の『回想録』であろう。
マグナートたちは自らの権威づけのために様々な建設計画に着手した。ワルシャワ大統領宮殿やポーランド大ヘトマンであったスタニスワフ・コニェツポルスキが建てたポドホルツァヒ城のような、教会、聖堂、宮殿などである。最大の建設計画は都市全体を建設するというものだったが、大概は途中でうやむやになり結局は廃棄されている。建設された都市の名前の多くは出資したマグナートの名前にちなんだ。これらの都市のうち最も有名なのは、ヤン・ザモイスキによって建設され、イタリア人建築家ベルナルド・モランドが設計を担当したザモシチである。

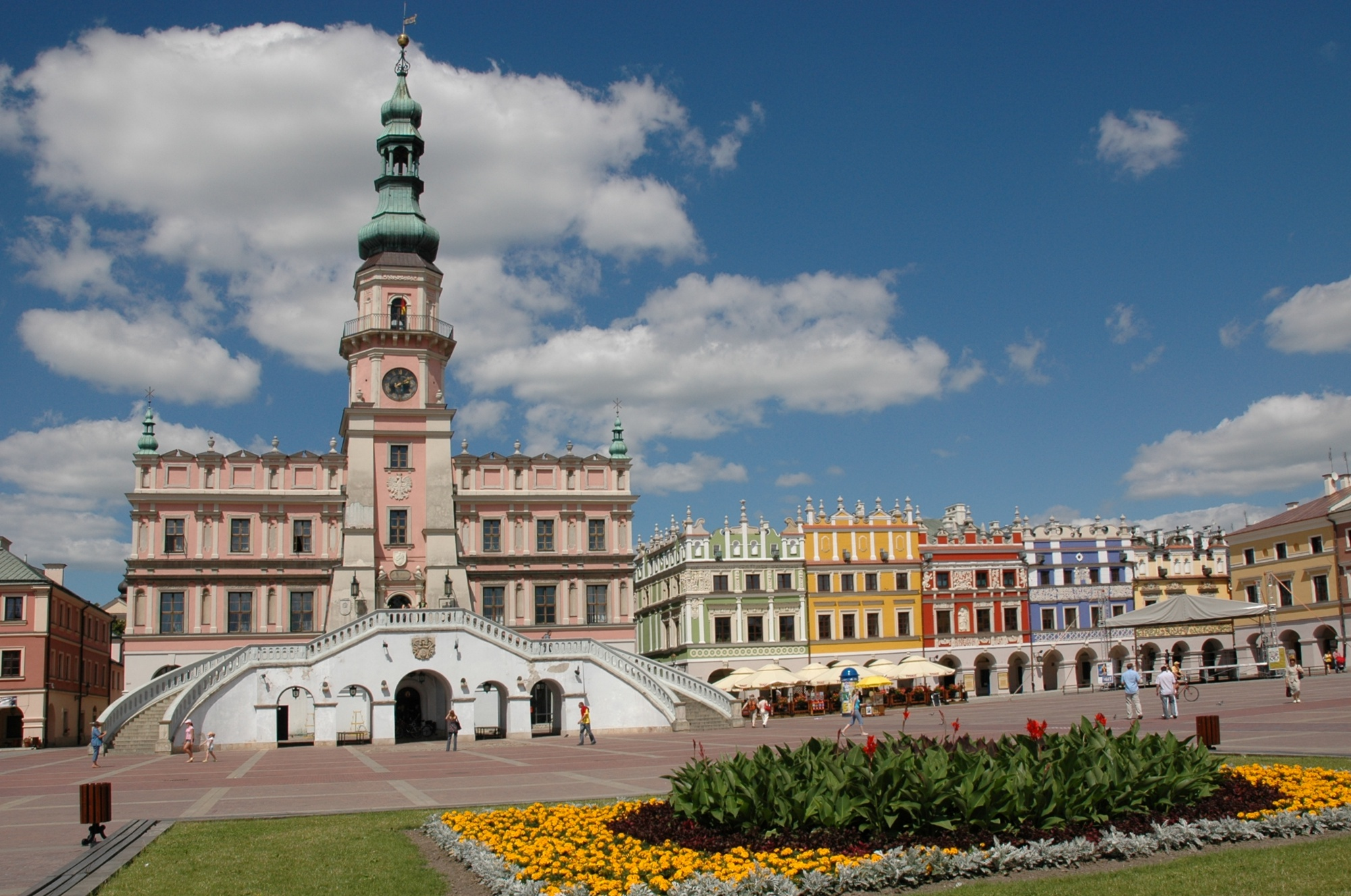
ザモシチの市庁舎とアルメニア人の共同住宅、16世紀
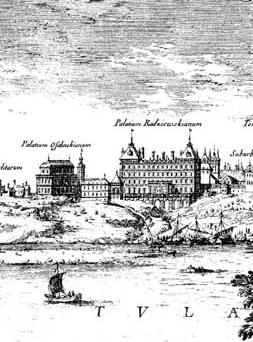
ワルシャワにあるカザノフスキ宮殿（右）とオッソリンスキ宮殿（左）
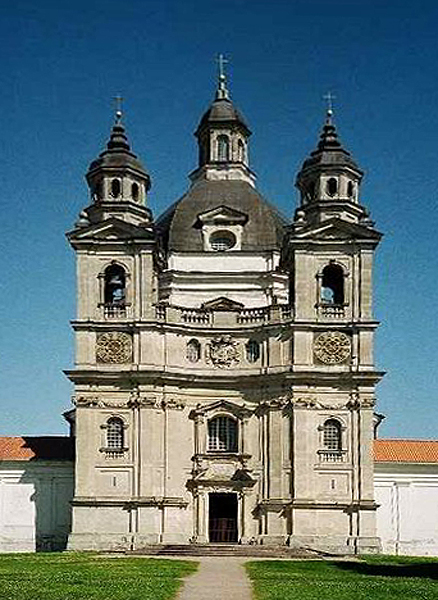
パジェイスリス修道院、1674年完成
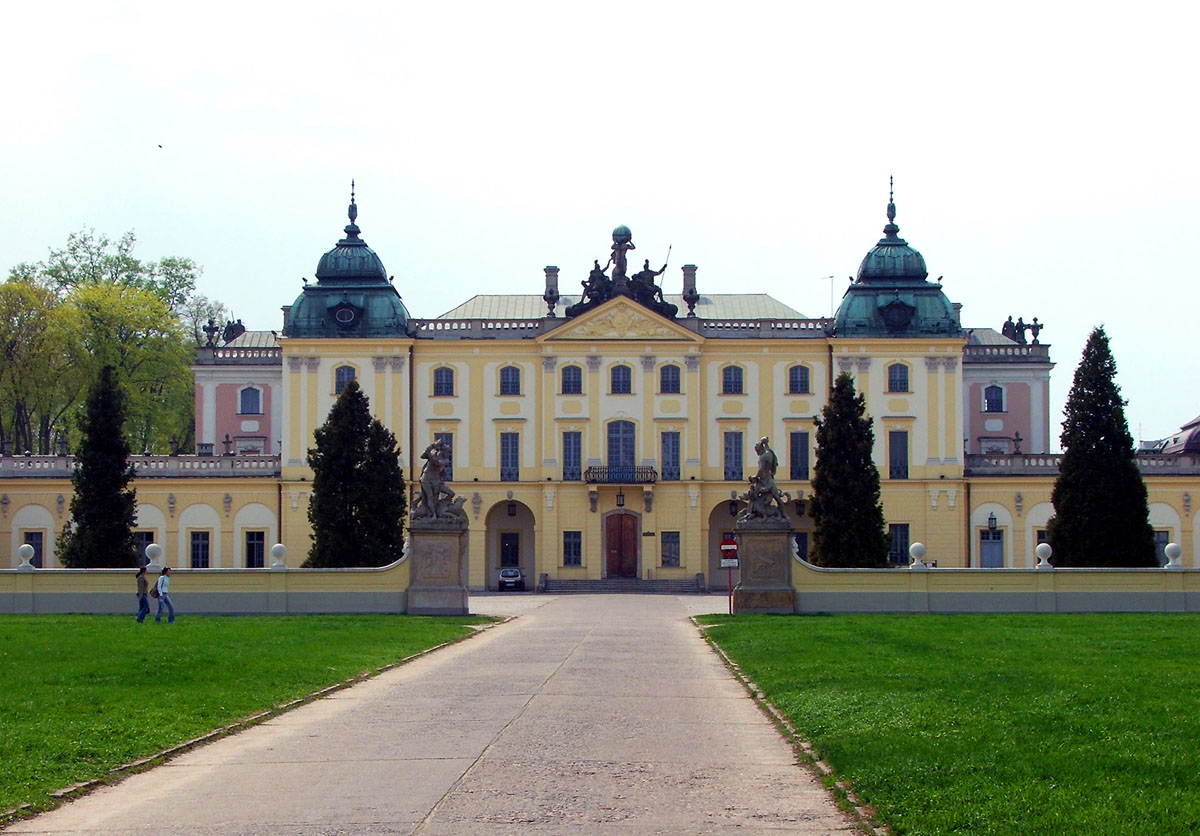
ブラニツキ宮殿、ビャウィストク、1726年完成

### サルマティズム

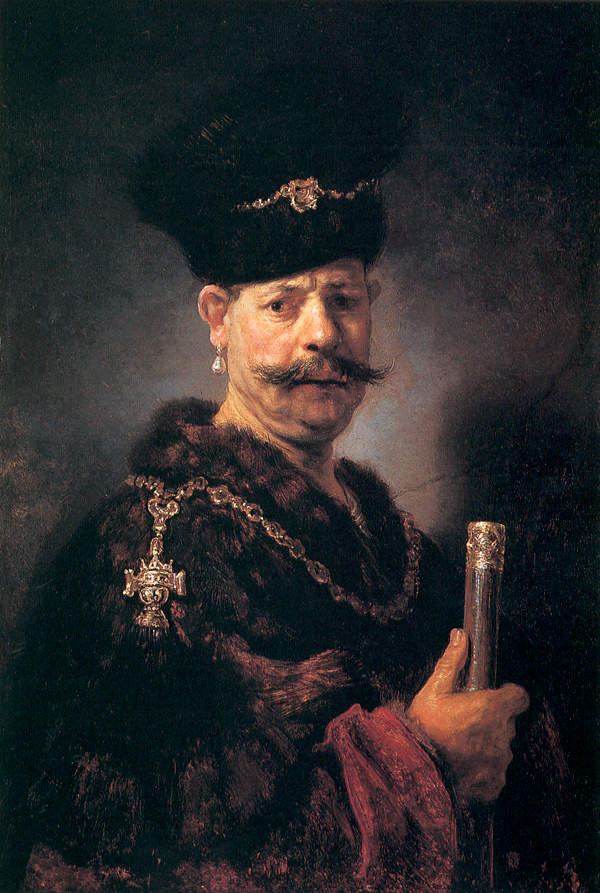
「ポーランドの貴族」レンブラント・ファン・レイン画

シュラフタの間で普及していたイデオロギーは、「サルマティズム」と呼ばれた。貴族階級が自らを東欧から中央アジアにかけて活動し多文化主義の社会（チェルニャコフ文化）を構成していた古代スラブの地に定住した遊牧民「サルマタイ人」の出自との確信から、東方地域に影響された特異な文化を形成した。サルマタイはトルコが起源ともされている。この信条体系はシュラフタ文化の重要な部分を占め、彼らの生活領域の全面に浸透した。サルマティズムはシュラフタ階級のあいだでの母語（民族）・宗教宗派・職業・家柄を超えた平等意識、彼らの騎馬趣味、伝統重視、地方での田園生活、平和主義を奨励したし、オリエントに影響された服飾の流行を生みだした。丈長のジャケットのジュパンやスクマナを着てコントシュというマントを広幅のベルトのパス・コントショヴィでとめ、冬にはデリア (衣服)というコートを重ねた。筒の太いズボンのシャラヴァルィを履くなどである（腰にシャブラを佩(は)く）。さらには、多民族で構成された共和国の貴族階級に単一民族意識に近い連帯感を、シュラフタの「黄金の自由」に正統性をそれぞれ付与した。
初期のサルマティズムは理想主義的な文化運動として理解できるもので、信仰心、誠実さ、愛国心、勇敢、平等と自由を鼓吹した。しかし、そうした性格は徐々に歪んでいく。後期に現れた過激なサルマティズムは、信心を狂信に、誠実さを政治的無知に、誇りを傲慢さに、勇敢を頑迷に、自由を無秩序に変容させてしまった。サルマティズムは18世紀後半に起きた国家の消滅に責任があったとして非難を受けている。サルマティズムに対する批判は、ラディカルな変革を志向する改革者たちによって、しばしば偏った見地からなされた。この自己批判はまた、ポーランドの消滅は自己崩壊が招いたものだと証明しようとした、ロシア、プロイセン、オーストリアの歴史家たちの著作に同調したものでもあった。
しかしサルマティズムにあるのは否定的な側面ばかりではない。サルマティズムは多元文化主義を機能させるための政治的手段でもあった。サルマティズムにおいて、シュラフタ同士では民族、宗教、宗派、職業、家柄によって政治的に差別されることはなく、誰もが平等に参政権を有した。ここでは共和国におけるシュラフタは共和国市民であり、古代の共和政ローマにおけるローマ市民に相当した。この市民主義は後にポーランドで確立する立憲政治や民主主義の基盤となったものであり、近代の市民はここに生まれたのである。ヨーロッパ初の近代成文憲法である1791年5月3日憲法および当時の一連の改革（世界初の教育省である国民教育委員会の設立を含む）はその内容から、非シュラフタだった階級の人々をシュラフタに引き上げる意味があった。すなわち共和国に住むすべての人々を共和国市民にしようとした試みであり、明らかにサルマティズムの流れに沿ったものであった。

### 使用言語

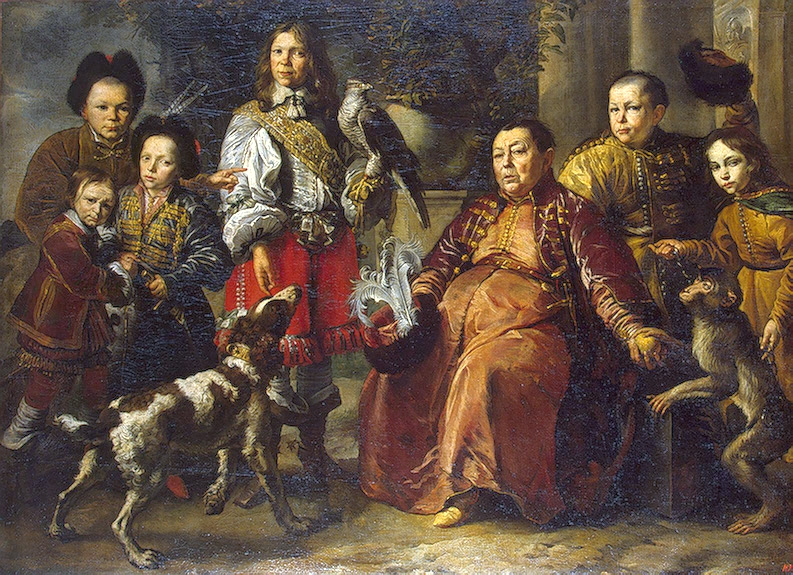
「ヤン2世カジミェシュに仕えるクリミア人の鷹匠とその家族」ダニエル・シュルツ画、1664年

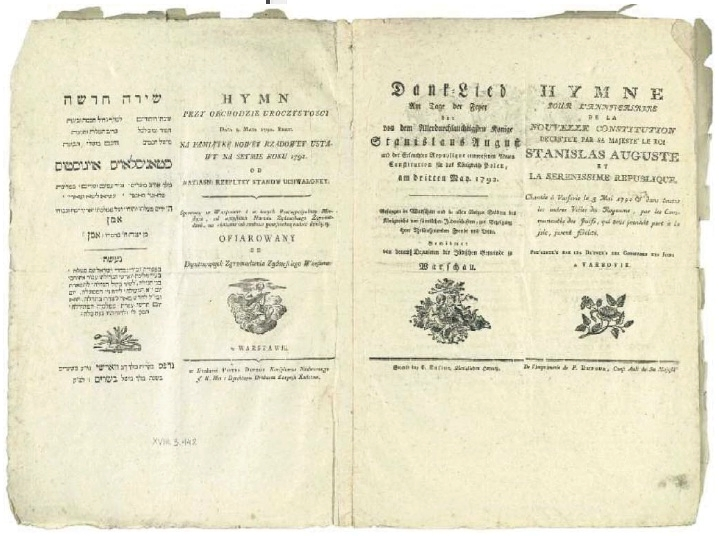
ヘブライ語・ポーランド語・ドイツ語・フランス語による5月3日憲法1周年記念賛歌（1792年）

#### 公認言語
（出典：）

##### 公用語
- ポーランド語：支配的言語。共和国の貴族階級の大部分[69][71][72][73]、および王冠領の農民層が使用していた[74]。1697年からはリトアニア大公国の官庁言語として使用された[75]。また共和国の都市部における支配的言語でもあった.[74]。
- ラテン語：外交分野で主流であり[75]、貴族階級の間では第2言語として一般的に使用されていた[75][76]。
- ルーシ語：官庁スラヴ語としても知られる[75]。1697年まではリトアニア大公国の官庁における標準言語であり[75][70][77]、時として外交分野で使われた（その後はポーランド語となった）。ルーシ語の口語（派生言語であるウクライナ語およびベラルーシ語）はリトアニア大公国および王冠領の東部で、広く使用されていた。
- ドイツ語：王領プロイセンおよび都市部の少数派住民が使用していた[74][78]。外交分野で使われる場合もあった[75]。

##### 非公用語
- ヘブライ語：ユダヤ人が使用していた。イディッシュ語も使われた[74]が公認されていはいなかった[79][80]。

- アルメニア語：アルメニア系の少数派住民が使用した[80][81]。

#### 非公認言語
- フランス語：18世紀初めにワルシャワの宮廷において、外交分野の主流言語として、ラテン語に取って代わった。科学や文学の言語、貴族階級の間での第2言語として一般的に使用されるようになった。[82]
- リトアニア語：非公認言語[69][83]。リトアニア大公国の北西部（原リトアニア）および王領プロイセン北部（小リトアニア）で話されていた[84]。また大公国の公文書の一部にも使用された[85][86][87]。
- イタリア語：都市のイタリア系の少数派住民が外交関係で使用する場合があった。[88]
- アラビア語：外交分野で使用する場合[79]や宗教行事でタタールが使用する場合があった。また、タタールはアラビア文字でルーシ語を記した。

## 遺産
1807年に建国されたワルシャワ公国は、共和国をその原点としていた。同様の発想は、11月蜂起（1830年 - 1831年）や1月蜂起（1863年 - 1864年）のような祖国回復運動や、ユゼフ・ピウスツキが提唱したが失敗に終わった、リトアニア、ウクライナを組み込むポーランド主導のミェンズィ・モジェ（Mięzy morze/英訳Between the seas）連邦構想（バルト海〜黒海間の多民族連邦共和国構想）にも継承されていた。今日のポーランド共和国はポーランド・リトアニア連合国家の後継者を自任している。1918年に成立したポーランド共和国（いわゆる「第二共和国」）はポーランド＝リトアニア共和国の継承国家で、ナチス・ドイツとソ連に国家が蹂躙された1939年から1989年までは行政の実権が奪われていたものの、イギリスのロンドンにポーランド亡命政府を設け、大統領や首相を置いて活動し、ポーランド第二共和国を法的に継承している。1989年に民主化を果たして以来存続している現在のポーランド共和国政府はレフ・ヴァウェンサ大統領が就任するときにロンドン亡命政府の大統領リシャルト・カチョロフスキより法的に政権を継承した。したがって、現在のポーランド共和国（第三共和国）はポーランド＝リトアニア共和国の継承国家である。
一方で第一次世界大戦の終結後に再独立したリトアニア共和国は、当初は反ポーランド主義を国是としており、かつての連合国家であるポーランド共和国（第二共和国）へのリトアニア国家の参加を長い間否定的に見ていた。この反ポーランド主義の一端は、リトアニア人の民族自決によるものもあったが、何よりもポーランドとの軍事衝突、そして首都ヴィリニュスをポーランドに併合された事が影響している。1939年にドイツ、スロヴァキア、ソ連の3ヶ国によるポーランド侵略に乗じて奪還するが、戦後ソ連に併合された。以後、冷戦を経て東欧革命でラトビア、エストニアなどと連携して独立運動を進めた事が、よりバルト三国間の絆を深めさせたと言える。一方で1991年のソビエト連邦の崩壊後もしばらくは激しい反ポーランド主義を貫いた（リトアニアは、中欧諸国の国家間連携であるヴィシェグラード・グループではなく、ポーランドもリトアニアも共に中欧と北欧の橋渡しをするバルト海諸国理事会に加盟しているにもかかわらず、バルト三国の他国とともに北欧理事会への加盟希望の表明をしている。これはエストニアとラトビアが北欧との関係が深い事もあるが、近代はそれにリトアニアも含まれ、三国が共同歩調を取って親米・親西欧の経済・外交政策を展開している事も影響している）が、2004年の欧州連合（EU）加盟と2008年からの世界金融危機によるリトアニアの経済危機・財政危機と、金融危機の影響を食い止めて景気後退を回避したポーランド経済の力強い発展と安定した財政力を受けて、リトアニアのポーランドに対する敵対的な態度は近年になって徐々に変わりつつある、と言われる。